# Tratado de Paris (1259)

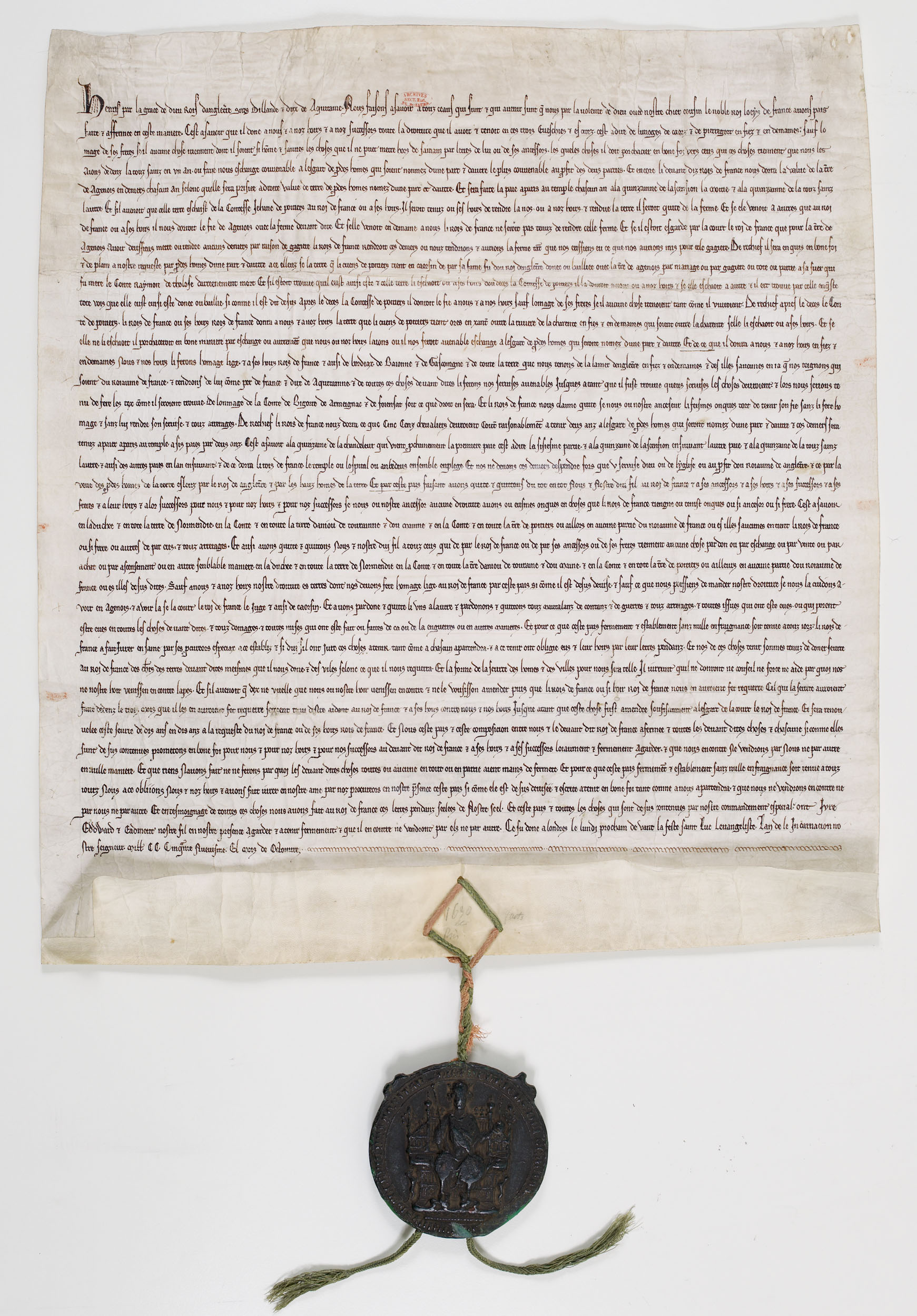
Ratificação do Tratado de Paris por Henrique III, 13 de outubro de 1259. Archives Nationales (França).

O Tratado de Paris de 1259 (também conhecido como Tratado de Albeville) foi um tratado entre Luís IX de França e de Henrique III da Inglaterra, firmado em 4 de dezembro de 1259, encerrando 100 anos de conflitos entre as dinastias Capetiana e Plantageneta.

## História
Em 1204, Filipe II da França forçou o Rei João Sem Terra a sair da Normandia continental, fazendo cumprir sua alegação de 1202 de que as terras estavam confiscadas. Apesar do Tratado de Lambeth de 1217, as hostilidades continuaram entre os sucessivos Reis da França e da Inglaterra até 1259.
Segundo o Tratado, Henrique reconheceu a perda do Ducado da Normandia. No entanto, Filipe havia falhado em suas tentativas de ocupar as ilhas normandas no Canal da Mancha. O tratado estabelecia que "ilhas (se houver) que o rei da Inglaterra deveria manter", ele manteria "como par da França e duque de Aquitânia" (essas ilhas passaram a ser chamadas coletivamente de Ilhas do Canal, consistindo em Jersey , Guernsey , Alderney , Sark e algumas ilhas menores).
Henrique concordou em renunciar ao controle do Maine, Anjou e Poitou, que haviam sido perdidos sob o reinado do rei João, mas permaneceu duque da Aquitânia e foi capaz de manter as terras da Gasconha e partes da Aquitânia, mas apenas como vassalo de Luís.
Em troca, Louis retirou seu apoio aos rebeldes ingleses. Ele também cedeu a Henrique os bispados e as cidades de Limoges, Cahors e Périgueux e pagaria um aluguel anual pela posse de Agenais.

## Consequências
As dúvidas sobre a interpretação do Tratado começaram quase assim que ele foi assinado. O acordo resultou no fato de que os reis ingleses deviam prestar homenagem aos monarcas franceses pelos territórios do continente. A situação não ajudava na relação amistosa entre os dois estados, pois tornava dois soberanos de iguais poderes em seus países de fato desiguais.